# 검산동
검산동(劒山洞)은 대한민국의 전북특별자치도 김제시에 설치된 동이다.

## 개요
김제시 중부에 위치하여 도시 지역과 18개 자연마을이 있는 도농복합 도시로서 파프리카 재배단지와 순동산업단지가 자리잡고 있어 농업과 공업이 고루 발달하고 있고, 생활체육공원 내에 공설운동장, 수영장, 청소년수련관, 국민체육센터, 수변산책로 등이 있어 시민들의 체육·문화의 메카로 자리잡고 있다.

## 법정동
- 검산동
- 백학동
- 순동
- 상동동

## 아파트
| 단지명              | 건설사   | 시행사       | 주소                | 입주        | 비고     |
| ------------------- | -------- | ------------ | ------------------- | ----------- | -------- |
| 김제검산 주공 2단지 | 신성건설 | 대한주택공사 | 도작4길 55 (검산동) | 2004년 11월 |          |
| 검산부영 1차        | ㈜부영   | ㈜부영       | 도작로 111 (검산동) | 1995년 8월  | 민간임대 |
| 검산부영 2차        | ㈜부영   | ㈜부영       | 요촌길 7 (검산동)   | 1998년 4월  |          |

## 교육
- 김제북초등학교 (순동)
- 김제검산초등학교 (검산동)
- 한국폴리텍대학 전북캠퍼스 (백학동)